# Distrikt Iberia
Der Distrikt Iberia liegt in der Provinz Tahuamanu in der Region Madre de Dios in Südost-Peru. Der Distrikt wurde am 7. Juni 1961 gegründet. Er erstreckt sich über eine Fläche von 2584 km². Beim Zensus 2017 wurden 6170 Einwohner gezählt. Im Jahr 1993 lag die Einwohnerzahl bei 3858, im Jahr 2007 bei 6715. Die Distriktverwaltung befindet sich in der 260 m hoch gelegenen Kleinstadt Iberia mit 4987 Einwohnern (Stand 2017). Iberia liegt 52 km südlich der Provinzhauptstadt Iñapari am Río Tahuamanu.

## Geographische Lage
Der Distrikt Iberia liegt im Amazonastiefland im Osten der Provinz Tahuamanu. Er grenzt im Westen und im Norden an den Distrikt Iñapari sowie im Südosten und im Süden an den Distrikt Tahuamanu.